# 陆忆敏
陆忆敏（1962年—），出生于上海，中国现代诗人，第三代诗人代表之一。
陆忆敏毕业于上海师范大学中文系。代表作品有《美国妇女杂志》等，诗作收入《后朦胧诗全集》（1993）。

## 主要作品
- 《美国妇女杂志》